# هارونا أبو ديمبا
هارونا أبو ديمبا (بالفرنسية: Harouna Abou Demba)‏ هو لاعب كرة قدم فرنسي في مركز ظهير ‏، ولد في 31 ديسمبر 1991 في Mont-Saint-Aignan ‏ في فرنسا. لعب مع نادي غرونوبل.